# Quis custodiet ipsos custodes?
Quis custodiet ipsos custodes? é uma frase em latim do poeta romano Juvenal, traduzida como "Quem há de vigiar os próprios vigilantes?" e outras formas como "Quem vigia os vigilantes?", "Quem guardará os guardiões?", "Quem vigia os vigias?", "Quem fiscaliza os fiscalizadores?" ou similares.

## Origem
A frase, que geralmente é citada em latim, vem de "As Sátiras" de Juvenal, o satírico da Roma Antiga do primeiro e segundo séculos. Apesar disto, o uso moderno deste conceito é universal, com aplicações intemporais a temas como governos tiránicos e ditaduras opressivas. No contexto do poema de Juvenal, a frase se refere à impossibilidade de forçar moral sobre as mulheres quando os próprios agentes (custodes) são corrompíveis (Satire 6, .346–348):
| audio quid ueteres olim moneatis amici, "pone seram, cohibe." sed quis custodiet ipsos custodes? cauta est et ab illis incipit uxor. | Sempre ouço o conselho dos meus amigos: "Algeme-a, constrinja-a!" Mas quem guardará os guardiões? A mulher começa com planos a frente deles! |

No entanto, editores modernos se referem a estas três linhas como uma interpolação inserida no texto. Em 1899 um estudante universitário de Oxford, E.O. Winstedt, descobriu um manuscrito (hoje conhecido como "O", de Oxoniensis) contendo 34 linhas que alguns acreditam terem sido omitidas de outros textos do poema de Juvenal. O debate sobre este manuscrito está em andamento, mas mesmo se o poema não for da autoria de Juvenal, provavelmente conserva o contexto original da frase. Neste caso, o contexto original é o seguinte (O 29–33):
| … noui consilia et ueteres quaecumque monetis amici, "pone seram, cohibes." sed quis custodiat ipsos custodes qui nunc lasciuae furta puellae hac mercede silent? crimen commune tacetur. | … Eu conheço o plano que meus amigos sempre me aconselham a seguir: "Algeme-a, constrinja-na!" Mas quem pode vigiar os vigilantes? Eles se mantêm em silêncio sobre os segredos da garota e a tomam como seu pagamento; todos escondem isto. |

## Referência ao poder político
Esta frase é geralmente utilizada para considerar a incorporação da questão filosófica de como o poder pode ser responsabilizado. É incorretamente atribuída como uma citação direta de A República de Platão, tanto pela mídia popular como no contexto acadêmico.
Diversos exemplos desta associação com Platão podem ser encontrados no século XIX, frequentemente sem "ipsos". John Stuart Mill a cita em Considerations on Representative Government de 1861, ainda que sem referir a Platão. A obra A República foi dificilmente referenciada por autores latinos clássicos como Juvenal, e já foi notado que o livro desapareceu da consciência coletiva literária por um milênio, excetuando-se vestígios nos escritos de Cícero e Agostinho de Hipona.
Sócrates propôs que a classe de guardiões protegeria a sociedade, com os custodes (vigias) — de Sátiras — frequentemente interpretados em um paralelo com os guardiões platônicos (phylakes, em língua grega). A resposta de Sócrates para o problema, em essência, é que os guardiões serão manipulados para se protegerem de si mesmos, através de uma ilusão muitas vezes chamada de "mentira nobre". Leonid Hurwicz sublinhou em sua palestra de aceitação do Prémio de Ciências Económicas em Memória de Alfred Nobel de 2007 a ação de Glaucon, um dos interlocutores de Sócrates em A República, que chegou ao ponto de proclamar que "seria absurdo que um guardião deva precisar de um guarda".